# SZTE BTK Néprajzi és Kulturális Antropológiai Tanszék
A Szegedi Tudományegyetem Bölcsészet- és Társadalomtudományi Karának Néprajzi és Kulturális Antropológiai Tanszéke Magyarország legelső néprajzi fakultása; 1929-ben alapították. A tanszék mindenkori feladata a tudományos kutatás és az oktatás révén kulturális örökségünk, a magyar népi kultúra és általában a kultúra, kulturális folyamatok európai összefüggéseiben való kutatása, elemzése és kiadványokban, konferenciákon, kiállításokon való közzététele, ezáltal megőrzése.

## Története
A néprajz első egyetemi tanszékét 1929-ben szervezte meg a magyar oktatási kormányzat a szegedi Ferenc József Tudományegyetemen (ma Szegedi Tudományegyetem).

### Tudománytörténeti előzmények
A tanszékalapítást megelőző néhány évtized, a 19-20. század fordulója a néprajztudomány intézményesülése, elméleti és módszertani fejlődése szempontjából meghatározó volt. A millennium időszakában a figyelem a népi (=paraszti) műveltség felé fordult, s benne egyrészt a magyarság lelkiségének sajátos megnyilvánulásait, másrészt a mögöttünk hagyott évszázadok kulturális emlékeinek lenyomatát vélték megtalálni.
Ebből a folyamatból nem maradtak ki a magyarországi egyetemek sem. Az új tudományszak első kinevezett oktatója a kolozsvári Ferenc József Tudományegyetemen Herrmann Antal volt egyetemi magántanárként, aki a budai tanítóképző tanáraként ott is tartott néprajzi, folklorisztikai órákat. 1924-ben Herrmann Antal címzetes nyilvános rendes egyetemi tanári kinevezést kapott, de tanszéket nem szerveztek neki. Az 1920-1930-as években azonban az egyetem más karain, s több tanszékén is voltak néprajzi jellegű, tartalmú és szemléletű előadások. Ezek az egyetemi évkönyvekben és anyakönyvekben rögzített kurzusok jelzik, hogy abban az időben a mindennapok kultúrája iránti történeti érdeklődés erős volt, s áthatott több tudományágat is. Ezek bizonyára közrejátszottak a néprajz önálló tudományszakként való elismerésében, s előkészítették, megalapozták az önálló tanszék létesítését. Herrmann Antal mellett 1922-től kifejezetten néprajzi tematikájú előadásokat tartott még Szegeden Banner János, a régészet tanára is. (Herrmann Antal halála után, 1926-29 között az ő előadásai képviselték a tudományszakot a szegedi Bölcsészeti, Nyelv- és Történettudományi Karon.)
Az önálló néprajzi tanszék megalapítására Klebelsberg Kunó mint vallás- és közoktatásügyi miniszter 1928. évi 51.587/1928.IV. számú átiratában tett javaslatot a pénzügyminiszternek. A tanszék felállítására, a professzorátus betöltésére a Ferenc József Tudományegyetem Bölcsészet-, Nyelv- és Történettudományi Kara 1929. március 14-én tartott ülésén bizottságot küldött ki. Előadójává Kogutowicz Károly egyetemi tanárt, a földrajz professzorát kérte föl.

A kari tanács 1929. április 25-i ülésén némi vita és egy különvélemény rögzítése után elfogadta a bizottság jelentését, és Solymossy Sándor pályázat kiírása nélküli meghívása mellett döntött.

### A tanszék története
Solymossy nyugalomba vonulása után a szakot Szegeden Sík Sándor adminisztratív vezetésével Cs. Sebestyén Károly és Bálint Sándor egyetemi magántanárok vitték tovább.

1940-ben a Ferenc József Tudományegyetem visszaköltözött a felszabadult Kolozsvárra, Szegeden pedig megalakult a Horthy Miklós Tudományegyetem. 
1944-ben Bálint Sándor és Ortutay Gyula egyetemi rendkívüli tanári címet kaptak, 1947-ben pedig kinevezték Bálint Sándort a néprajzi tanszék vezetésére. 1951-ben azonban Bálint Sándor tanítási jogát 6 évre megvonta az oktatási kormányzat. 1957-től taníthatott újra, ám 1965 júliusában koncepciós bírósági pert indítottak ellene, melynek eredményeként 1966. január 31-én felmentették állásából.

Bálint Sándort követően átmenetileg Nyíri Antal, majd 1971-től egészen 1989-ig Ferenczi Imre lett a tanszék vezetője. Ferenczi Imre halála után az egyetem Bellon Tibort bízta meg a néprajzi tanszék vezetésével, majd 1991-től 1998-ig Juhász Antal volt a tanszékvezető.

1992-ben megindult a néprajz speciális képzése, és elkezdődött a vallási néprajzi konferencia-sorozat. 1994-ben indult útjára a Devotio Hungarorum vallási néprajzi forráskiadvány-sorozat, Barna Gábor szerkesztésében. 1995-től kezdik megrendezni a néprajzi nyári egyetemet, a Seminarium Ethnologicum Szegediense-t (SemEthnoSz), melynek elindítója szintén Barna Gábor volt. Ugyanebben az évben az országban elsőként ideiglenesen akkreditálták a néprajzi tanszéket (véglegesen 2001-ben).

Az első szegedi néprajzi diplomákat 1996-ban bocsátották ki, ugyanebben az évben indult el a tanszék honlapja is. 1997-ben Barna Gábor elindította a Socrates/Erasmus nemzetközi cserekapcsolatot, 1998-ban pedig elindult a Central European Exchange Programme for University Studies (CEEPUS) Szegedről koordinált hálózata. 

1998 és 2002 között a tanszék vezetője Bellon Tibor, akinek hirtelen bekövetkező halálát követően Barna Gábor lett a megbízott tanszékvezető, majd 2003-tól hivatalosan is Barna Gábor lett a tanszék vezetője.   

A tanszéket 2003. július 1-jével Néprajzi és Kulturális Antropológiai Tanszékké nevezték át.

## Jeles oktatók és arculatok
- Bálint Sándor - legkiemelkedőbb kutatási területe a Szeged és környékének néprajza, valamint a népi vallásosság. Ez határozta meg a tanszék arculatát a későbbiekben.
- Barna Gábor - a Bálint Sándor-i hagyományt folytatva a vallási néprajz a legkiemelkedőbb kutatási területe. Ennek keretében a tanszéken lehetőség nyílt vallási néprajzi specializáció elvégzésére.

## Képzés
A 2003-as névváltozás kifejezte az oktatás kereteinek, tematikájának és szemléletének bővülését.

Az oktatás lényegében három szakaszra bontva folyik, a bolognai rendszer keretében. Ez a képzési keret a hallgatóknak nagyobb önállóságot biztosít, ám nagyobb egyéni felelősséget is kíván. A BA (Bachelor of Arts) 3 évéből az elsőben (a bölcsész általánosan művelő kurzusok mellett) bevezető kurzusok során ismerkedhetnek meg a hallgatók a folklorisztikával, antropológiával és néprajzzal, valamint a tudománytörténettel, európai etnológiával, néprajzi csoportokkal. A második évtől kezdve kötelező óraként szerepel a 3 törzskurzus: a magyar és összehasonlító folklorisztika, a magyar és összehasonlító néprajz, valamint a kulturális antropológia. Emellett a második és harmadik évben ismerkednek meg a hallgatók a kutatásmódszertannal, társadalomnéprajzzal és a muzeológiával.

Másodévtől lehetőség van szakosodásra. Szegeden kiemelkedő a táncantropológia/táncfolklorisztika képzés, melynek folytatására az MA (Master of Arts) keretében is van lehetőség. 

A 3 év BA és két év MA elvégzése után lehetőség nyílik a PhD 3 évének elvégzésére a Történettudományi Doktori Iskola keretében.

Az oktatásba hazai vendégtanárok mellett rendszeresen bekapcsolódnak jeles külföldi vendégoktatók is. A világnyelvek illetve a szomszédos országok nyelveinek ismerete nagy előnyt jelent. Elvárás, hogy a hallgatók szakdolgozatukat önálló, terepmunkán alapuló kutatás alapján írják meg.

A képzés során kötelező terepgyakorlaton és múzeumi/archívumi gyakorlaton részt venni.

## Szervezetek, egyesületek
- GFHF-Bálint Sándor Valláskutató Intézet
- Solymossy Sándor Egyesület
- Szegedi Néprajzhallgatók Köre (SzNéK)

## Kiadványok (válogatás)
- Devotio Hungarorum sorozat
- Acta Ethnographica Hungarica (szerkesztőség)
- Szegedi vallási néprajzi könyvtár sorozat
- Turizmus, fesztiválok - Bajai halászléfőzés
- Társadalom, kultúra, természet - Tanulmányok a 60 éves Bellon Tibor tiszteletére
- "Szent ez a föld..." Néprajzi írások az Alföldről
- Politics and Folk Religion
- Köztéri szakrális kisépítmények
- Olvasó - Tanulmányok a 60 éves Barna Gábor tiszteletére
- Dance structures
- Megalkotott hagyományok, falusi turizmus